# 榊米一郎
榊 米一郎（さかき よねいちろう、1913年（大正2年）3月5日 - 2014年（平成26年）2月20日）は、日本の電子工学者。名古屋大学名誉教授、豊橋技術科学大学名誉教授。位階は従三位。
京都府京都市出身。父はサンスクリット学者で京都帝国大学名誉教授の榊亮三郎。1932年旧制第一高等学校理科甲類卒業、1935年東京帝国大学工学部電気科卒業、沖電気勤務、1939年名古屋帝国大学嘱託となり、助教授、1951年「磁気測定法に関する研究」で名古屋大学工学博士。1952年名古屋大学工学部教授。1967年 - 1969年工学部長。1974年定年退官、名誉教授、豊田工業高等専門学校校長、1976年退官、名誉教授、豊橋技術科学大学初代学長となる。1984年退官、名誉教授、沖テクノシステムラボラトリに入り、相談役、会長、特別顧問。1987年東海産業技術振興財団理事長、1972 - 1974年日本学術会議会員。1974年中日文化賞受賞、1977年紫綬褒章受勲、1984年勲二等旭日重光章受勲。2014年2月20日、老衰のため死去。100歳没。
妻・榊文子（1918 - 2006）は大同製鋼社長・下出義雄の長女、聖心女子学院専門部卒、東邦学園短期大学学長。長男は榊佳之・東大名誉教授、次男は榊裕之・東大名誉教授、三男は榊直樹・東邦学園理事長。

## 著書
- 『電子工学通論』朝倉書店、1965

## 共著編
- 『電気および磁気・生活への応用』山本賢三共編 日本教育振興会、1949 近代科学叢書
- 『一般電気工学』富田宏共著 槙書店、1959
- 『電子工学』編 朝倉書店、1960
- 『電気回路 大学課程』共編 オーム社、1968